# Ли (тауншип, округ Норман, Миннесота)
Ли (англ. Lee) — тауншип в округе Норман, Миннесота, США. На 2000 год его население составило 159 человек.

## География
По данным Бюро переписи населения США площадь тауншипа составляет 102,8 км², из которых 102,8 км² занимает суша, водоёмов нет.

## Демография
По данным переписи населения 2000 года здесь находились 159 человек, 58 домохозяйств и 45 семей. Плотность населения —  1,5 чел./км². На территории тауншипа расположена 71 постройка со средней плотностью 0,7 построек на один квадратный километр. Расовый состав населения: 100,00 % белых.
Из 58 домохозяйств в 39,7 % воспитывались дети до 18 лет, в 75,9% проживали супружеские пары, в 1,7 % проживали незамужние женщины и в 20,7 % домохозяйств проживали несемейные люди. 19,0 % домохозяйств состояли из одного человека, при том 6,9 % из — одиноких пожилых людей старше 65 лет. Средний размер домохозяйства — 2,74, а семьи — 3,15 человека.
28,9 % населения — младше 18 лет, 4,4 % — в возрасте от 18 до 24 лет, 28,3 % — от 25 до 44, 26,4 % — от 45 до 64, и 11,9 % — старше 65 лет. Средний возраст — 42 года. На каждые 100 женщин приходилось 117,8 мужчин. На каждые 100 женщин старше 18 приходилось 109,3 мужчин.
Средний годовой доход домохозяйства составлял 49 375 долларов, а средний годовой доход семьи —  52 500 долларов. Средний доход мужчин —  34 375  долларов, в то время как у женщин — 25 417. Доход на душу населения составил 19 519 долларов. За чертой бедности находились  семей и _ всего населения тауншипа, из которых _ — люди моложе 18 и старше 65 лет.